# Jacob Matschenz
Jacob Matschenz (Berlino, 1984) è un attore tedesco.

## Biografia

### Inizi
Jacob Matschenz è nato nel 1984 a Berlino Est ed è cresciuto a Berlino.

### Carriera
Era uno studente delle medie quando, per caso, è entrato in contatto con il cinema e la recitazione attraverso un'agenzia per bambini, dove ha preso parte ad un casting. Jacob non ottenne il ruolo offerto, tuttavia, venne notato dal regista Jakob Hilpert che nel 2001 lo volle nel suo film Kleine Kreise.
Nel 2002 ha recitato nel film di fantascienza Mutanten al fianco di Karoline Teska e nel film televisivo Juls Freundin, proiettato al Festival di Amburgo. Nel 2003 ha recitato nel film televisivo Sex Up – Jungs haben’s auch nicht leicht accanto ad André Emanuel Kaminski, Joseph Bolz e Jonas Jägermeyr. Nel 2005 è tornato ad interpretato il suo ruolo nel sequel del film intitolato Sex Up – Ich könnt’ schon wieder.
Sempre nel 2005 ha recitato nel ruolo del diciassettenne Matle nel film Das Lächeln der Tiefseefische di Till Endemann. Il ruolo gli è valso il Premio Max Ophüls al miglior giovane attore.
In seguito ha recitato nei film Neandertal (2006), L'onda (2008), La banda dei coccodrilli (2009), 12 Meter ohne Kopf (2009), La banda dei coccodrilli - Tutti per uno (2011), Vicky e il tesoro degli dei (2011), La Mer à l'aube (2011), Jack (2014), Lettere da Berlino (2016), I magnifici cinque - La valle dei dinosauri (2018), Rest in Greece (2019) e Stille Post (2021).
Per la televisione ha recitato in diverse serie e film tv come Tornado - La furia del cielo, Squadra speciale Lipsia, Squadra Speciale Colonia, La pellegrina, Omicidi nell'alta società, Tatort, Charité e Babylon Berlin.

## Filmografia

### Cinema
- Kleine Kreise, regia di Jakob Hilpert (2001)
- Mutanten, regia di Katalin Gödrös (2002)
- Befreite Zone, regia di Norbert Baumgarten (2003)
- Fliehendes Land, regia di Friederike Jehn (2004)
- Das Lächeln der Tiefseefische, regia di Till Endemann (2005)
- Rose, regia di Alain Gsponer (2005)
- Wholetrain, regia di Florian Gaag (2006)
- Neandertal, regia di Jan-Christoph Glaser ed Ingo Haeb (2006)
- Ludgers Fall, regia di Wolf Wolff (2006)
- 42plus, regia di Sabine Derflinger (2007)
- L'onda (Die Welle), regia di Dennis Gansel (2008)
- 1. Mai, regia di Jan-Christoph Glaser, Carsten Ludwig, Sven Taddicken e Jakob Ziemnicki (2008)
- Unschuld, regia di Andreas Morell (2008)
- Zweier ohne, regia di Jobst Christian Oetzmann (2008)
- Im Winter ein Jahr, regia di Caroline Link (2008)
- Fliegen, regia di Piotr J. Lewandowski – cortometraggio (2009)
- La banda dei coccodrilli (Vorstadtkrokodile), regia di Christian Ditter (2009)
- 12 Meter ohne Kopf, regia di Sven Taddicken (2009)
- Bis aufs Blut - Brüder auf Bewährung, regia di Oliver Kienle (2010)
- Renn, wenn du kannst, regia di Dietrich Brüggemann (2010)
- Kalte Karibik, regia di Wolf Wolff (2010)
- La banda dei coccodrilli - Tutti per uno (Vorstadtkrokodile 3), regia di Wolfgang Groos (2011)
- Das System - Alles verstehen heisst alles verzeihen, regia di Marc Bauder (2011)
- Adams Ende, regia di Richard Wilhelmer (2011)
- Männerherzen... und die ganz ganz große Liebe, regia di Simon Verhoeven (2011)
- Vicky e il tesoro degli dei (Wickie auf großer Fahrt), regia di Christian Ditter (2011)
- La Mer à l'aube, regia di Volker Schlöndorff (2011)
- Schutzengel, regia di Til Schweiger (2012)
- Drei Zimmer/Küche/Bad, regia di Dietrich Brüggemann (2012)
- Schlussmacher, regia di Matthias Schweighöfer e Torsten Künstler (2013)
- Grossstadtklein, regia di Tobias Wiemann (2013)
- Sputnik, regia di Markus Dietrich (2013)
- Jack, regia di Edward Berger (2014)
- 3 Türken & ein Baby, regia di Sinan Akkus (2015)
- Heil, regia di Dietrich Brüggemann (2015)
- LenaLove, regia di Florian Gaag (2016)
- Lettere da Berlino (Alone in Berlin), regia di Vincent Pérez (2016)
- Rico, Oskar und der Diebstahlstein, regia di Neele Leana Vollmar (2016)
- Mein Blind Date mit dem Leben, regia di Marc Rothemund (2017)
- Tomorrow we'll be happy, regia di Helena Lucas – cortometraggio (2017)
- Magical Mystery oder: die Rückkehr des Karl Schmidt, regia di Arne Feldhusen (2017)
- Vorwärts immer!, regia di Franziska Meletzky (2017)
- I Fantastici Cinque: La valle dei dinosauri (Fünf Freunde und das Tal der Dinosaurier), regia di Mike Marzuk (2018)
- Opera senza autore (Werk ohne Autor), regia di Florian Henckel von Donnersmarck (2018)
- Nur eine Frau, regia di Sherry Hormann (2019)
- Rest in Greece, regia di Florian Gottschick (2019)
- Undine - Un amore per sempre (Undine), regia di Christian Petzold (2020)
- Wanda, mein Wunder, regia di Bettina Oberli (2020)
- Chasing Paper Birds, regia di Mariana Jukica (2020)
- Es ist zu deinem Besten, regia di Marc Rothemund (2020)
- Stille Post, regia di Florian Hoffmann (2021)

### Televisione
- Polizeiruf 110 – serie TV, 1 episodio (2002)
- Juls Freundin, regia di Kai Wessel – film TV (2002)
- Sex Up - Jungs haben's auch nicht leicht, regia di Florian Gärtner – film TV (2003)
- Experiment Bootcamp, regia di Andreas Linke – film TV (2004)
- Sex Up - ich könnt' schon wieder, regia di Florian Gärtner – film TV (2005)
- Tollpension, regia di Tim Trageser – film TV (2006)
- Tornado - La furia del cielo (Tornado - Der Zorn des Himmels), regia di Andreas Linke – film TV (2006)
- Zwei Engel für Amor – serie TV, 2 episodi (2006)
- An die Grenze, regia di Urs Egger – film TV (2007)
- Auf dem Vulkan, regia di Claudia Garde – film TV (2007)
- Stubbe - Von Fall zu Fall – serie TV, 1 episodio (2007)
- Tod in der Eifel, regia di Johannes Grieser – film TV (2008)
- Squadra speciale Lipsia (SOKO Leipzig) – serie TV, 1 episodio (2008)
- Squadra Speciale Colonia (SOKO Köln) – serie TV, 1 episodio (2009)
- Der gestiefelte Kater, regia di Christian Theede – film TV (2009)
- L'affondamento del Laconia (The Sinking of the Laconia), regia di Uwe Janson – miniserie TV (2011)
- Dreileben, regia di Christian Petzold, Dominik Graf e Christoph Hochhäusler – miniserie TV (2011)
- Bella Block – serie TV, 1 episodio (2012)
- Finn und der Weg zum Himmel, regia di Steffen Weinert – film TV (2012)
- La pellegrina (Die Pilgerin), regia di Philipp Kadelbach – miniserie TV (2014)
- Till Eulenspiegel, regia di Christian Theede – film TV (2014)
- Nachspielzeit, regia di Andreas Pieper – film TV (2015)
- Omicidi nell'alta società (Mord in bester Gesellschaft) – serie TV, 1 episodio (2015)
- Abgestempelt – serie TV, 1 episodio (2017)
- Tatort – serie TV, 5 episodi (2004-2018)
- Der Koch ist tot, regia di Markus Sehr – film TV (2019)
- Charité – serie TV, 6 episodi (2019)
- Toni, männlich, Hebamme – serie TV, 1 episodio (2019)
- Babylon Berlin – serie TV, 19 episodi (2017-2020)
- Unterleuten - Das zerrissene Dorf, regia di Matti Geschonneck – miniserie TV (2020)
- Kroymann – serie TV, 1 episodi (2020)
- Altes Land, regia di Sherry Hormann – miniserie TV (2020)